# Jaden Hardy
Jaden Amere Hardy (ur. 5 lipca 2002 w Detroit) – amerykański koszykarz, występujący na pozycji rzucającego obrońcy, obecnie zawodnik Dallas Mavericks.
W 2021 wystąpił został powołany do udziału w trzech meczach wschodzących gwiazd – McDonald’s All-American, Jordan Classic, Nike Hoop Summit. Został też dwukrotnie (2021, 2021) wybrany najlepszym zawodnikiem szkół średnich stanu Nevada (Nevada Gatorade Player of the Year).

## Osiągnięcia
Stan na 6 lutego 2023, na podstawie, o ile nie zaznaczono inaczej.
NBA
- Uczestnik spotkania Rising Stars Challenge (2022)